# Antonia Maury
Antonia Caetana Pereira Maury (Cold Spring, 21 marzo 1866 – New York, 8 gennaio 1952) è stata un'astronoma statunitense.
È ricordata per essere stata la prima persona a calcolare l'orbita di una binaria spettroscopica. Ha inoltre migliorato il sistema di classificazione stellare elaborato da Annie Jump Cannon e Williamina Fleming, con le quali collaborava nell'ambito dell'Harvard Computers.

## Biografia
Di antica discendenza portoghese, era nipote degli astronomi John William Draper (suo nonno materno) e Henry Draper (suo zio materno).
Si laureò in fisica al Vassar College di New York nel 1887, poi cominciò a lavorare all'Harvard College Observatory, dove studiò la spettrografia stellare, pubblicando un catalogo di classificazioni stellari nel 1897: Spectra of Bright Stars Photographed with the 11-inch Draper Telescope as part of the Henry Draper Memorial
Edward Pickering, allora direttore dell'osservatorio, era in disaccordo con tale sistema di classificazione, portando alle dimissioni della Maury. Tuttavia, Ejnar Hertzsprung si rese conto del valore di questa classificazione, adottandola per elaborare la parte del Diagramma Hertzsprung-Russell relativa alla stelle giganti e alle stelle nane.
Nel 1908 Antonia Maury tornò all'osservatorio di Harvard. Il lavoro più importante di questo periodo è considerato lo studio spettrografico della stella binaria Beta Lyrae: The Spectral Changes of Beta Lyrae, pubblicato nel 1933.

## Premi e riconoscimenti
- 1943 - Premio Annie Jump Cannon per l'astronomia[4]
- Il Cratere Maury è stato nominato in suo onore. Dei 1558 crateri lunari solo 28 portono il nome di astronome.[5]